# 岡田和一郎

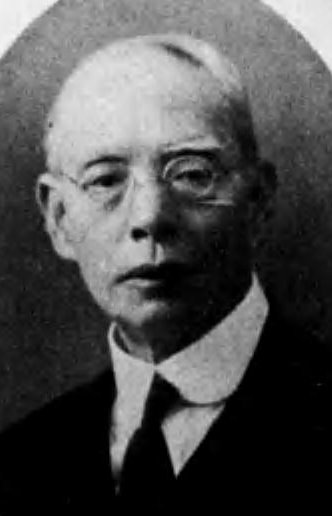
岡田和一郎

岡田 和一郎（おかだ わいちろう、文久4年1月3日〈1864年2月10日〉 - 昭和13年〈1938年〉5月30日）は、明治から昭和の日本の医師・医学者。帝国大学耳鼻咽喉科学初代正教授。耳鼻咽喉学の祖と称えられる。

## 生涯
- 文久4年（1864年）、伊予国新居郡本町（現・愛媛県西条市本町）に生まれる。

小学校卒業後、西條町立病院の用度課雇いをしながら苦学を続け、特待生になって帝大医学部へ進学。
- 明治22年（1889年）、帝国大学卒業。（まだ当時は帝国大学は一つしかなく、「東京」は冠していない）
- 明治23年（1890年）、故郷西條町へ久方ぶりに帰郷。愛媛県で初めて帝大医学部を卒業した岡田を祝し、近隣の家々には提灯が出され、歓迎の花火が上がり、泊りがけで近郊の町村から人々が集まった。そしてこの歓迎する民衆の中に当時11歳の眞鍋嘉一郎がいた。
- 明治28年（1895年）、帝国大学助教授就任。
- 明治29年（1896年）、ドイツ並びにオーストリアへ留学。
- 明治32年（1899年）、留学を終え帰国。
- 明治35年（1902年）、東京帝国大学教授就任（東京帝大耳鼻咽喉科学教室初代教授）。大日本耳鼻咽喉科会総会会頭就任。同仁会初代理事長（初代会長は長岡護美、評議員に北里柴三郎等）。
- 明治38年（1905年）、能楽師の初世梅若実に上野音楽会を開催を依頼。
- 大正5年（1916年）、第一回日本医師会総会が開催される。会長北里柴三郎、副会長岡田和一郎。
- 大正13年（1924年）、東京帝国大学退官。
- 大正15年（1926年）、大日本耳鼻咽喉科会総会会頭退任。
- 昭和3年（1928年）昭和医学専門学校設立に伴い、初代校長に就任。
- 昭和13年（1938年）、5月12日、昭和医専で講義を終えた後、体調が良くなく臥せる。主治医眞鍋嘉一郎が診るが、5月30日逝去。享年74。墓所は染井霊園。
- 妻は榊俶、榊保三郎らの妹。

6月3日の告別式には東大総長の長與又郎を始めとして、三千数百人の会葬者が集まる。
- 平成17年（2005年）、東京大学医学部耳鼻咽喉科学教室に岡田和一郎賞が創設される[2]。

### 逸話
明治35年（1902年）森鴎外と荒木茂子との結婚の媒酌人を務めた。

## 栄典
- 1912年（大正元年）12月18日 - 勲三等瑞宝章[3]
- 1923年（大正12年）12月28日 - 従三位[4]
- 1924年（大正13年）4月15日 - 正三位[5]

## 著書
- 「耳・鼻・咽喉」『医学常識』 第3巻、1930年3月、東西医学社頁。 NCID BA75631018。全国書誌番号:46077077 NDLJP:1048793。
- 「音声生理学」『国語科学講座』 2（音声学）、明治書院、1934年7月。 NCID BN11062435。全国書誌番号:46087753 NDLJP:1241253。
- 『黎明期の日本医学』東亜公論社、1941年10月。 NCID BA38894211。全国書誌番号:46040778 NDLJP:1070939。

### 編集
- 『鼻科学纂録』南江堂〈近世医学叢書 第45編〉、1911年9月。 NCID BN15416314。全国書誌番号:40058443 NDLJP:836454。
- 『耳科学纂録』南江堂〈近世医学叢書 第57編〉、1912年3月。 NCID BB18044798。全国書誌番号:40058417 NDLJP:836425。
- 『咽喉気管病纂録』南江堂〈近世医学叢書 第62編〉、1912年5月。 NCID BA73512426。全国書誌番号:40058402 NDLJP:836407。

### 翻訳
- エスマルヒ 著、岡田和一郎・田代義徳 訳『外科手術関鍵』 上巻、松崎留吉、1894年9月。 NCID BA77545460。全国書誌番号:40057872 NDLJP:835636。
- エスマルヒ 著、岡田和一郎・田代義徳 訳『外科手術関鍵』 下巻、松崎留吉、1895年5月。 NCID BA77545460。全国書誌番号:40057872 NDLJP:835637。
- エスマルヒ 著、岡田和一郎・田代義徳 訳『外科手術関鍵』 続編、松崎留吉、1896年12月。 NCID BA70761934。全国書誌番号:40057872 NDLJP:835638。

### 校閲
- 尾関才吉『鼻科学新論』 上巻、金原医籍、1905年9月。 NCID BA81147268。全国書誌番号:40058444 NDLJP:836455。
- 尾関才吉『鼻科学新論』 下巻、金原医籍、1906年5月。全国書誌番号:40058444 NDLJP:836456。
- 岩田一、吉井丑三郎『近世耳鼻咽喉科学』南山堂、1907年11月。 NCID BA4125067X。全国書誌番号:40058404 NDLJP:836409。
  - 岩田一、吉井丑三郎『近世耳鼻咽喉科学』（再版）南山堂、1908年11月。全国書誌番号:40058405 NDLJP:836410。
  - 岩田一、吉井丑三郎『近世耳鼻咽喉科学』（3版）南山堂、1909年8月。 NCID BA64215292。全国書誌番号:40058406 NDLJP:836411。
  - 岩田一、吉井丑三郎『近世耳鼻咽喉科学』（4版）南山堂、1910年11月。 NCID BA57745117。
  - 岩田一、吉井丑三郎『近世耳鼻咽喉科学』（5版）南山堂、1912年3月。 NCID BA85060999。全国書誌番号:40058407 NDLJP:836412。
  - 岩田一、吉井丑三郎『近世耳鼻咽喉科学』（6版）南山堂、1914年3月。 NCID BA70425460。
- 谷村銀一郎『家庭衛生 鼻の注意』天地堂、1908年12月。 NCID BA77555963。全国書誌番号:40058438 NDLJP:836447。
- 細谷雄太編 編『耳鼻咽喉科手術』半田屋医籍、1909年5月。 NCID BA62222388。全国書誌番号:40058427 NDLJP:836435。

## 伝記
- 梅澤彦太郎編 編『岡田和一郎先生伝』日本医事新報社、1943年1月。 NCID BA30069032。全国書誌番号:46006445 NDLJP:1057947。
  - 梅澤彦太郎編 編『岡田和一郎先生伝 伝記・岡田和一郎』（復刻版）大空社〈伝記叢書 310〉、1998年12月。ISBN 9784756808752。